# Ernst Johann Sigismund von Boyen

Ernst Johann Sigismund von Boyen

Ernst Johann Sigismund von Boyen (* 27. Juli 1730 in Wolka in Ostpreußen; † 12. Juni 1806 in Berlin) war ein preußischer General der Kavallerie und Direktor des 6. Departements des Kriegskollegiums sowie Ritter des Schwarzen Adlerordens.

## Leben

### Herkunft
Ernst Johann Sigismund war der Sohn von Friedrich von Boyen, preußischer Kapitän im Bataillon „Graf Truchses“ und dessen Ehefrau Anna Dorothea, geborene von Radecke.

### Militärkarriere
Boyen war ab 31. August 1743 Kadett in Berlin und wurde dann am 24. Februar 1746 als Unteroffizier im Kürassierregiment „von Bredow“ (Nr. 7) der Preußischen Armee angestellt. Am 8. Juni 1755 wurde er zum Leutnant befördert. Mit seinem Regiment nahm Boyen während des Siebenjährigen Krieges an der Schlacht bei Lobositz teil. In der Schlacht bei Kunersdorf wurde er als Rittmeister und Eskadronchef verwundet. Nach Kriegsende stieg er schließlich am 4. Juni 1768 zum Major auf. 
Boyen nahm dann 1778/79 am Bayerischen Erbfolgekrieg teil. Seit dem 21. Mai 1781 Oberstleutnant, erhielt er am 27. Mai 1783 von König Friedrich dem Großen den Abschied.
Im Juni 1787 wurde er zum Generalmajor ernannt und am 25. Juni zum Direktor des 6. Departements des Kriegskollegiums (Armier- und Mondierungswesen).
1791 wurde Boyen von König Friedrich Wilhelm II. wieder eingestellt, erhielt den Rang eines Generalmajors und wurde Departmentdirektor beim neu gegründeten Oberkriegskollegium. Während dieser Tätigkeit erwarb Boyen sich Verdienste bei der Ausbildung von Scharfschützen bei den Füsilieren durch die Einführung von Karabinergewehre.
1794 wurde er Generalleutnant und 1802 zum General der Kavallerie ernannt. 1804 erfolgt die Ernennung zum Ritter des Hohen Ordens vom Schwarzen Adler. Er starb 1806 und wurde nach seinem Tod auf dem Alten Garnisonfriedhof in Berlin-Mitte beigesetzt.

### Familie
Ernst von Boyen war mit Maria Elisabeth Philipine von Klitzing (* 17. Februar 1751 in Demerthin) verheiratet. Aus der Ehe gingen folgende Kinder hervor:
- Ernst Leopold (* 1772; † 1806), gefallen bei Auerstedt
- Gustav Ferdinand Wilhelm Hermann (* 18. August 1776 in Osterburg (Altmark); † 9. Januar 1847), zuletzt Leutnant im Regiment „Graf von Anhalt“ später Oberforstmeister in Minden später in Liegnitz[3][4]
- Ludwig Wilhelm (* 21. Mai 1780 in Osterburg; † 25. Oktober 1845 in Bonn), preußischer Generalleutnant ⚭ Sophie Amalie Karoline von Kottwitz (* 3. Juni 1790; † 7. Juni 1852)
- Albertine
- Erdmuthe Caroline ⚭ 1796 Graf Alexander Samuel Erdmann von Roedern (* 7. Januar 1853), Herr auf Giersdorf und Schönfeld[5]

Der spätere preußischer Kriegsminister Hermann von Boyen ist der Sohn seines Bruders Johann Friedrich von Boyen (1720–1777).